# Andersia Tower
Andersia Tower – wieżowiec zbudowany w 2007 roku w Poznaniu, przy Placu Andersa, w centrum miasta, w pobliżu wieżowca Poznań Financial Centre.

## Opis
Andersia Tower jest jednym z najwyższych budynków w Poznaniu, biurowcem klasy A, liczącym 102,1 metra wysokości i 22 kondygnacje: 20 nadziemnych i 2 podziemne. Łączna powierzchnia wynosi 44 000 m² – w wieżowcu znajdują się: na wyższych kondygnacjach biura, niżej hotel 4-gwiazdkowy z 171 pokojami (IBB Andersia – sieć IBB Hotels), centrum konferencyjnym, czterema salami bankietowymi oraz punkty usługowe.
Do dyspozycji gości hotelu są: basen, klub fitness, sauna, łaźnia parowa i zaplecze konferencyjno-bankietowe. Dodatkowo budynek wyposażony jest w systemy: ochrony przeciwpożarowej, nagłośnienia budynku, monitoringu wind, elektrycznego dozoru kluczy, zasilania awaryjnego itd.
Biurowiec zbudowany został w ramach partnerstwa publiczno-prywatnego przez Von der Heyden Group i miasto Poznań. Zaprojektowała go Pracownia Architektoniczna Ewy i Stanisława Sipińskich.
Inwestycja została oddana do użytku latem 2007 roku.
Dodatkowe informacje:
- powierzchnia użytkowa: 35 185 m²
- powierzchnia biur: 10 500 m²
- powierzchnia hotelu: 14 500 m²
- garaż podziemny na 200 miejsc parkingowych

## Kwatera UEFA
Hotel IBB Andersia był kwaterą UEFA podczas EURO 2012 w Poznaniu. Nocował tu m.in. sędzia Howard Webb.